# Pegi Young
Margaret Mary Morton, más conocida como Pegi Young (San Mateo, California; 1 de diciembre de 1952-Mountain View, California; 1 de enero de 2019) fue una cantante, compositora y músico estadounidense.

## Vida
Tras contraer matrimonio con el músico canadiense Neil Young el 2 de agosto de 1978, comenzó a trabajar como corista en la mayoría de sus actuaciones y trabajos de estudio. Trabajó con él desde ese año. A pesar de componer canciones desde la escuela secundaria, Pegi no comenzó una carrera en solitario hasta 2007, con la publicación del álbum Pegi Young.
Fue madre de dos hijos junto a Neil Young: Ben (nacido el 28 de noviembre de 1978, y que sufre parálisis cerebral) y Amber Jean (nacida el 15 de mayo de 1984). Se divorció de Neil en julio de 2014.
Ayudó a fundar junto a su marido The Bridge School, una organización educativa para niños con discapacidades psíquicas, y colabora anualmente en la organización del Bridge School Festival, una serie de conciertos benéficos anuales para financiar a la fundación.
En 2010 publicó Foul Deeds, su segundo trabajo de estudio, y un año después grabó Bracing For Impact con el grupo The Survivors. 
En 2016 publicó lo que sería su último álbum Raw.
Pegi Young falleció el día 1 de enero de 2019 a los 66 años en Mountain View (condado de Santa Clara), California, debido a un cáncer que padecía desde hacía un año.

## Discografía
- 2007: Pegi Young
- 2010: Foul Deeds
- 2011: Bracing For Impact
- 2016: Raw